# Françoise Forton
Françoise Forton Viotti (Río de Janeiro, 8 de julio de 1957-16 de enero de 2022) fue una actriz brasileña.

## Filmografía

### Televisión
| Año  | Título                 | Personaje                            |
| ---- | ---------------------- | ------------------------------------ |
| 1969 | A Última Valsa         |                                      |
| 1973 | A Grande Família       | Novia de Tuco                        |
| 1974 | Fogo sobre Terra       | Estrada de Ferro                     |
| 1975 | O Grito                | Marisa                               |
| 1975 | Cuca Legal             | Virgínia                             |
| 1976 | Estúpido Cupido        | Tetê (Maria Teresa Oliveira)         |
| 1983 | Casa de Irene          | Gina                                 |
| 1983 | Sabor de Mel           | Rebeka                               |
| 1988 | Bebê a Bordo           | Glória Ladeira                       |
| 1989 | Tieta                  | Helena                               |
| 1990 | Meu Bem, Meu Mal       | Marcela Miranda                      |
| 1991 | O Portador             | Patrícia                             |
| 1992 | Perigosas Peruas       | Caroline                             |
| 1993 | Sonho Meu              | Gilda                                |
| 1994 | Cuatro por Cuatro      | Clarisse                             |
| 1995 | Explode Coração        | Eugênia Avelar                       |
| 1996 | Anjo de Mim            | Renata Monterrey                     |
| 1997 | Por Amor               | Meg Trajano                          |
| 1998 | Labirinto              | Wanda Camargo                        |
| 2000 | Uga-Uga                | Larissa Guerra                       |
| 2001 | El clon                | Simone                               |
| 2002 | O Quinto dos Infernos  | Miou-Miou                            |
| 2003 | Kubanacan              | Concheta Ibarra                      |
| 2004 | Seus Olhos             | Elaine                               |
| 2005 | Os Ricos Também Choram | Arabela Guedes                       |
| 2006 | Ciudadano brasileño    | Manuela Gama                         |
| 2007 | Luz do Sol             | Belquiss Lins de Albuquerque         |
| 2008 | Caminos del corazón    | Estela Dorange                       |
| 2009 | Promessas de Amor      | Cristina Dorange/Estela Dorange      |
| 2010 | Ribeirão do Tempo      | Dirce Flores                         |
| 2013 | Rastros de mentiras    | Gigi (Gisela Borba de Andrada Lemos) |
| 2014 | As Canalhas            | Bárbara                              |
| 2014 | Sexo e as Negas        | Marisinha Bengston de Castro         |
| 2015 | I Love Paraisópolis    | Isolda                               |
| 2017 | Tempo de Amar          | Emília Macedo                        |

### Cine
- 1970 - Marcelo Zona Sul
- 1974 - Relatório de Um Homem Casado
- 1975 - O Sósia da Morte
- 1988 - Jardim de Alah
- 1991 - Manobra Radical
- 2004 - Araguaya - A Conspiração do Silêncio
- 2010 - Léo e Bia